# Miklós Mészöly
Miklós Mészöly, född 1921, död 2001, var en ungersk författare.
Mészöly var ledande inom den ungerska modernismen. Bland hans främsta romaner märks Az atléta halála ("Död åt atleten", 1966) och Film (1976). De båda verken behandlar personkulten under Ungerns kommunistiska era och folkets maktlöshet gentemot byråkratin. Han har även skrivit dramer som gränsar till absurd teater och har uppförts på flera utländska scener.
Mészöly finns inte översatt till svenska.